# Новое Исаково (Чувашия)
Но́вое Иса́ково (чув. Ҫӗнӗ Кавал) — деревня Урмарского района Чувашской Республики Российской Федерации. В рамках организации местного самоуправления входит с 2023 года в Урмарский муниципальный округ, до этого в составе Арабосинского сельского поселения.

## География
Расположена в северо-восточной части региона, в пределах Чувашского плато, у региональной автодороги 97К-002 «Аниш». Примыкает к окраине райцентра — посёлку Урмары

### Климат
В деревне, как и во всём районе, климат умеренно континентальный с продолжительной холодной зимой и довольно тёплым сухим летом. Средняя температура января −13 °C; средняя температура июля 18,7 °C. За год выпадает в среднем 400 мм осадков, преимущественно в тёплый период. Территория относится к I агроклиматическому району Чувашии и характеризуется высокой теплообеспеченностью вегетационного периода: сумма температур выше +10˚С составляет здесь 2100—2200˚.

## История
Входил (с 2004 до 2022 гг.) в состав Арабосинского сельского поселения муниципального района Урмарский район.
К 1 января 2023 года обе муниципальные единицы упраздняются и деревня входит в Урмарский муниципальный округ.
Период возникновения деревни: начало XVII — конец XVII века.
Известно, что на месте возникновения деревни был дубовый лес.
О возникновении деревни существует предание, согласно которому основателем деревни был Исаак, который попал сюда будучи на охоте. Ему понравились эти места и он переехал сюда с семьей. За ним перебрались и другие семьи

## Население
| 2010 | 2012 | 2015 |
| ---- | ---- | ---- |
| 529  | ↗549 | ↘544 |

## Инфраструктура
Личное подсобное хозяйство.

## Достопримечательности
Обелиск воинам-односельчанам, погибшим в боях Великой Отечественной войны 1941—1945 гг.

## Транспорт
Деревня доступна автотранспортом.